# Gustaf von Düben
Gustaf Wilhelm Johan von Düben (født 25. maj 1822, død 14. juli 1892) var en svensk friherre og læge.
von Düben blev student i Lund 1837, Dr. phil. 1844, tog 1851 kirurgisk embedseksamen ved det Karolinske Institut og promoveredes 1855 i Upsala til doktor i medicin. 1846-55 var han bibliotekar og sekretær ved det Karolinske Institut. 1855-58 beklædte han den nyoprettede lærerpost i patologisk anatomi ved samme institut og var 1858-87 professor i dette fag. 1858-60 var han det svenske lægeselskabs sekretær og redaktør af dets tidsskrift Hygiea.
1860-71 var von Düben inspektør ved det Karolinske Institut. I egenskab af professor i anatomi ved den nævnte læreanstalt underviste han 1861-68 i maleranatomi ved Akademiet for de frie kunster. 1861-75 var han lærer i fysiologi og sundhedslære ved det højere lærerindeseminarium og 1862-66 intendant ved Medevi kuranstalt.
von Düben foretog flere udenlandsrejser, blandt andet 1844-46 i naturvidenskabeligt øjemed til Kap, østkysten af Afrika, Ostindien og Kina, ligesom han for at foretage medicinske studier besøgte størstedelen af Europa og 1868 og 1871 i etnografiske øjemed berejste svenske Lappmarken.
Af hans arbejder skal nævnes: Homæopathiens hufvudläror (1855), Föreläsningar i patologisk anatomi (1857), Kurs i anatomi, fysiologi,  helsolära och fysisk uppfostran, föredragen vid Seminarium för bildande af lärarinnor (1864) og de etnografiske arbejder Lappland och lapparne (1872), et rigt illustreret, lige så grundigt som underholdende værk, samt Forskningarna i Central-Afrika (1878).